# Reina Lawrence
 Reina Emily Lawrence (* 1860 in New York City, Vereinigte Staaten; † 24. Februar 1940 in Essex, England) war eine amerikanisch-britische Anwältin und Politikerin. Sie war die erste weibliche Stadträtin in London.

## Leben und Werk
Lawrence war eines von neun Kindern von Emily Lawrence aus Spanish Town, Jamaika und dem Kaufmann und Investor Moss Lawrence. Die Familie zog in den 1870er Jahren von New York nach London und dort 1881 nach 37 Belsize, wo sie mit ihren Eltern, acht Geschwistern und sechs Bediensteten wohnte. Sie lebte den größten Teil ihres Lebens dort, in der Nähe ihrer späteren Lebenspartnerin Eliza Orme. Sie wurde in der St. Johns Wood Highschool ausgebildet und studierte Rechtswissenschaften am University College London (UCL). 1893 erhielt sie als eine der ersten Frauen einen LL.B-Abschluss (Bachelor of Law). Ab Mitte der 1880er Jahre arbeitete sie in der Anwaltskanzlei in der Chancery Lane als Partnerin von Eliza Orme, der ersten Frau, die vor ihr 1888 ebenfalls an der UCL den LL.B-Abschluss erhalten hatte.
Sie war sehr daran interessiert, sich in lokalen Angelegenheiten zu engagieren, aber zu der Zeit waren die Möglichkeiten für Frauen in der lokalen Regierung stark eingeschränkt. 1905 meldete sie sich freiwillig im Hampstead Distress Committee, das eingerichtet wurde, um Arbeitslosen zu helfen. Frauen durften bei Kommunalwahlen wählen, konnten jedoch nicht als Ratsmitglieder auftreten. In dem ersten Jahr, in dem es Frauen nach der Verabschiedung des Qualification of Women Act nicht mehr verboten war, sich im Vereinigten Königreich zur Wahl zu stellen, nahm Lawrence an einer Nachwahl in der Gemeinde Belsize zum Hampstead Borough Council teil. In ihrer Wahlrede betonte sie, dass sie keine Suffragette sei. Die ersten Stadträtinnen, sieben in England und eine in Schottland, waren am 1. November 1907 gewählt worden. Lawrence wurde am 12. Dezember 1907 mit einer Mehrheit von 319 Stimmen gewählt. Sie war anschließend Mitglied der Ausschüsse für Bäder, Not, öffentliche Gesundheit.
Sie kandidierte zwei Jahre später für eine Wiederwahl, verlor jedoch trotz der Unterstützung der Hampstead Non-Political and Progressive Association die anschließenden Wahlen im Oktober 1909 mit sechs Stimmen. Trotzdem war das Prinzip, weibliche Ratsmitglieder zu haben, verankert worden.
Sie war von 1897 bis 1902 Mitglied der Exekutive der Women’s National Liberal Association, Treuhänderin des Mary Macarthur Home und Mitglied des Zentralkomitees der Regierung für Frauenbeschäftigung während des Ersten Weltkriegs.
Sie war die Vollstreckerin und Begünstigte von Ormes Nachlass, als diese 1937 starb.

## Ehrungen
2008 wurde sie für ihren Beitrag für Frauen in der Londoner Kommunalverwaltung durch eine Sonderausstellung des Camden Council geehrt. Die Wahl von Lawrence als erste Stadträtin in Großbritannien wurde vom Equalities Office als ein Meilenstein in „Women in Power“ von 2009 aufgenommen. Im Dezember 2018 schlug die London Assembly Lawrence unter 100 Frauen vor, zu deren Ehre eine Blue Plaque angebracht wird.